# 江隆基
江隆基（1905年12月24日—1966年6月25日），又名泮庵，字盘安，陕西省西乡县丰东乡白杨沟村，中华人民共和国教育家。曾任北京大学党委书记兼副校长，兰州大学校长。

## 生平

### 民国时期
江隆基七岁入宗祠读私塾，十二岁时考入西乡县南区高等小学学习:10-12。1920年毕业后，考取西安陕西省立第二中学。在陕西二中期间，他参加了驱逐校长柳彦升和西安学生要求收回旅大租借地主权的运动。这一时期，在杨明轩、张友三等人影响下，江隆基学习了《新青年》《学生杂志》《共进》等刊物:21。1924年，他考入北京农业大学，次年又考入北京大学学习:26。三一八惨案后，思想倾向共产主义。1927年6月，经陕西同乡张奋翼介绍，加入中国共产党:32。
1927年8月，江隆基留学日本，考入明治大学经济系就读。在此期间，结识了杨虎城:42。1929年9月4日，因在东京银座参加反日游行示威，被日本警察当场逮捕，三个月后被驱逐出境:49。回国后，仍进入北京大学担任中共北平沙滩支部书记。1930年4月20日，在东单牌楼参加游行示威时，又被国民政府军警逮捕，旋即获释。此后他到上海，参加左翼社会科学家联盟，并翻译日本马克思主义者河上肇的《唯物辩证论者的理论斗争》一书。1931年，经杨虎城资助，留学德国进入柏林洪堡大学经济系:54。在柏林期间，参加抗日救亡活动，并担任留欧华侨反帝总同盟书记。1936年9月，前往布鲁塞尔参加第一次世界和平大会。12月回国后，任十七路军政治处上校秘书主任，参与西安事变:69。1937年1月，出任陕西省立第二中学校长。在他的领导下，该校成为抗日救亡活动最活跃的学校之一。

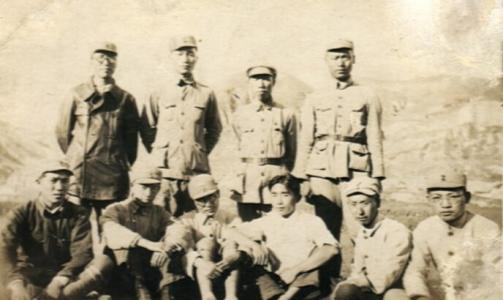
1938年陕北公学部分负责人合影。后排左起：宋侃夫、江隆基、成仿吾、周纯全。

1938年5月，江隆基到达延安，历任陕北公学副教务长、教务长，主持全校教务管理工作。1939年6月，中共中央决定将陕北公学、鲁迅艺术学院、延安工人学校、安吴堡战时青年训练班四校合并，成立华北联合大学，担任教务长。7月，随学校前往晋察冀边区办学。1941年，他当选为晋察冀边区参议会参议员。1943年1月，担任抗日军政大学第二分校附中校长，6月率领学校转移回延安，在中共中央党校参加整风学习:157-161。
抗日战争结束后，江隆基出任延安大学副校长（正校长缺），主持全校工作:170。第二次国共内战爆发后，改任陕甘宁边区政府教育厅副厅长。国民革命军攻入延安后，随西北野战军转战陕北。1948年7月，率团到黄龙新区开展文教工作的恢复和改造。同年秋，针对陕甘宁边区文化教育落后的情况，江隆基提出坚持“民办公助”的方针:203。

### 共和国时期

1954年毛泽东在投票选举全国人大代表，他身后为北京大学副校长江隆基。

中华人民共和国成立后，江隆基担任西北军政委员会教育部部长，主持对西北地区旧有教育体系进行改造:221。1952年10月，调任北京大学副校长，协助校长马寅初主持管理校务，并对北大进行教学改革，使北京大学完成向“新民主主义大学”的转轨。1953、1954年江隆基写了好几件工作报告，都是直接以自己名义上报，一字不涉马寅初校长。1953年初在期末总结工作会上，不少人给江隆基提意见，主要认为江联系群众不够，群众不易接近。副校长汤用彤以较为客气的口吻说：“江副校长有知识分子味。”副教务长侯仁之说：“到校长办公室找汤老，不考虑就进去了，但要找江副校长就要想一想。”江在会上也作了检讨，但事后似乎收效不大。1956年7月，兼任北京大学党委书记。

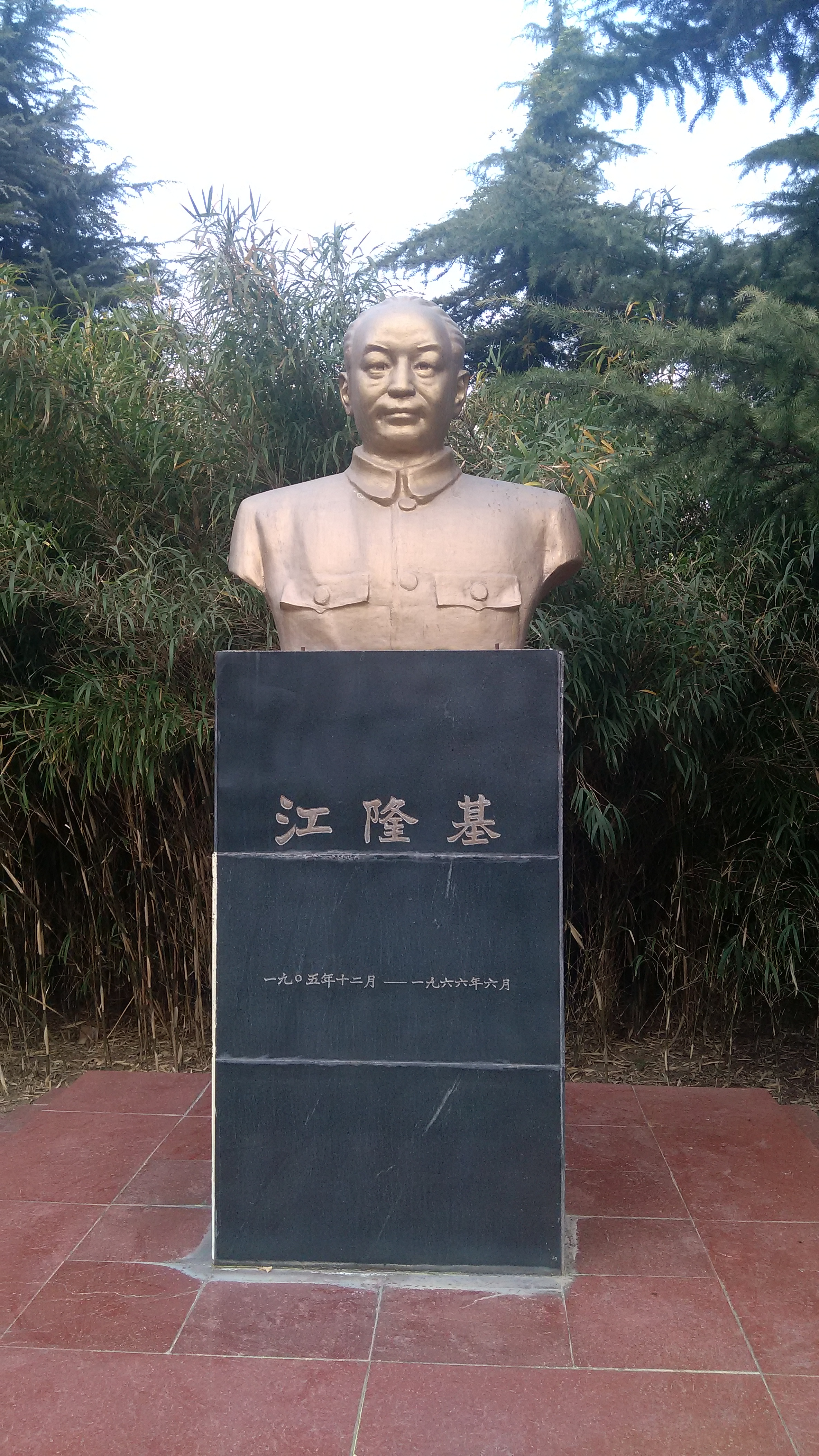
兰州大学内的江隆基像

1957年反右运动中，江隆基主持北大反右工作，七百余名师生被错划为右派。但是江隆基在反右中采取的审慎态度，引起了陈伯达、康生等人不满。10月，陆平出任北京大学副校长兼党委第一书记，江隆基降为第二书记，实际上被架空。1958年5月4日，北京大学举办六十周年校庆纪念会。会上，陈伯达代表中共中央发表讲话，号召要建设共产主义新北大。江隆基对陈伯达的观点表示不能苟同，为此受到康生的批评。8月，他被告知调离北京大学，在离开之前，参加从10月到12月底召开的北大党委整风会，会上遭到了多次批判，被指为犯了右倾错误。
1959年1月，江隆基调任兰州大学党委书记兼校长。此时的兰州大学，经历过反右运动和“拔白旗”运动后，正常教学秩序已被完全打乱，教学质量明显下降。面对这种状况，江隆基开展了以提高教学质量为中心的全面整顿工作，使正常的教学秩序迅速恢复并建立健全了各项规章制度。在他的带领下，兰大形成了良好的校风，师资力量也得到了增强，兰州大学初步建成了教学、科研两个中心，提高了教学质量，取得了一批有先进水平的研究成果。同时，兰大的影响也更一步扩大:358-371。1962年，江隆基提出了高等学校八条工作经验，系统总结了高等学校教育管理的经验。
1966年，文化大革命爆发。此前，江隆基已经被康生点名，与北京大学陆平、南京大学匡亚明、西安交通大学彭康等人一起被指为“不是自己人”，定为高教战线第一批要打倒的对象。6月4日，甘肃省委工作组进驻兰州大学，他们认为兰州大学党委千方百计压制群众运动，并煽动红卫兵，引起广大学生不满。7日，获得省委工作组支持的兰州大学红卫兵首领李贵子因贴大字报乱扣帽子，与广大师生发生争论，李贵子处于不利态势。随后，省委将此事件定性为反革命事件。8日，中共甘肃省委派出以甘肃省军区政委龙炳初为首的150多人的庞大工作团进驻兰州大学。他们肯定了李贵子等人的行为，批判江隆基反对文化大革命路线。此后，江隆基遭到四次大规模批斗。17日，得到工作组支持的一些“左派”学生到江隆基家中，把他一路拖着跑到操场，进行“斗争”。他们把桌子和凳子层层相叠，让江隆基跪在上面，并戴上了重十多斤的铁笼子。22日，中共甘肃省委告诉兰州大学学生，他们已经做出撤销江隆基职务的决定。23日，在兰州大学又召开 “斗争”江隆基大会，再次对他使用罚跪、戴高帽子、拳打脚踢、游街等方式。同日，经过中共中央批准，甘肃省委宣布撤销江隆基党内外一切职务；25日，在兰州大学召开万人大会，宣布“撤销江隆基的党内外一切职务”。当天下午，江隆基逝世，死因有称被殴打致死:469、被迫害致死、自杀、被害:210或不明等:431。1978年1月，在时任中组部部长胡耀邦及王震将军等人的大力推动下，中共中央批准甘肃省委为江隆基平反:473。4月，中共甘肃省委为其彻底平反昭雪，召开了隆重的追悼大会。

## 相关
- 隆基股份，一家由兰州大学学子创建的、制造单晶太阳能光伏材料、光伏发电设备、太阳能电站系统等产品的企业，上证50指数成分股。[19]